# Mexikanische Fußballnationalmannschaft (U-20-Männer)
Die mexikanische Fußballnationalmannschaft der U-20-Männer ist eine Auswahlmannschaft der Federación Mexicana de Fútbol Asociación, die aus mexikanischen Fußballspielern der entsprechenden Altersklassen besteht.
Sie war die erste Auswahlmannschaft Mexikos, die bei einem von der FIFA veranstalteten Wettbewerb das Finale erreichte. Dies gelang ihr auf Anhieb bei der 1977 erstmals ausgetragenen U-20-Fußballweltmeisterschaft, bei der ihr ein einziger Sieg (6:0 im Auftaktmatch gegen den Gastgeber Tunesien) genügte, um sich fürs Finale zu qualifizieren. Nachdem das Halbfinale gegen Brasilien auch nach Verlängerung keinen Sieger gefunden hatte, wurde ein Elfmeterschießen erforderlich, das die Mexikaner mit 5:3 zu ihren Gunsten entschieden. Das Finale gegen die Sowjetunion endete ebenfalls unentschieden (2:2 nach Verlängerung) und benötigte ein zeitintensives Elfmeterschießen, bis die Mexikaner sich mit 8:9 geschlagen geben mussten. 
Die anderen mexikanischen Auswahlteams, die bei einem FIFA-Turnier das Finale erreicht  hatten, konnten sich dagegen durchsetzen: die erste Männermannschaft beim Confederations Cup 1999 gegen Brasilien mit 4:3 sowie zweimal die U-17-Auswahl bei den Weltmeisterschaften 2005 und 2011 mit 3:0 gegen Brasilien bzw. 2:0 gegen Uruguay. 

## Das Abschneiden bei den U-20-Fußballweltmeisterschaften
| Jahr   | Runde | Sp | S | U | N | Tore | Bemerkungen |
| ------ | --- | --- | --- | --- | --- | --- | --- |
| 1977   | Finale | 5 | 2 | 2 | 1 | 11:05 | Den Mexikanern genügte ein einziger 6:0-Erfolg im Auftaktmatch gegen den Gastgeber Tunesien, um sich mit weiteren drei Remis (jeweils 1:1 in den Gruppenspielen gegen Spanien und Frankreich sowie im Halbfinale gegen Brasilien, das mit 5:3 im Elfmeterschießen gewonnen wurde) für das Finale zu qualifizieren. Dieses wurde erst im Elfmeterschießen verloren, so dass Mexiko in der regulären Spielzeit bei allen fünf Spielen des Turniers ungeschlagen blieb. |
| 1979   | Vorrunde | 3 | 0 | 2 | 1 | 03:04 | Bei dieser WM erlebte Mexiko seine erste WM-Niederlage in der regulären Spielzeit beim insgesamt siebten Auftritt gegen Spanien (1:2). Das vorherige Spiel gegen Algerien und das letzte Spiel gegen Gastgeber Japan endete jeweils 1:1. Mexiko belegte in der Vorrundengruppe den dritten Platz vor Japan und schied aus. |
| 1981   | Vorrunde | 3 | 0 | 2 | 1 | 04:05 | Erneut blieb Mexiko sieglos, belegte den dritten Platz in der Vorrundengruppe und überstand diese nicht. |
| 1983   | Vorrunde | 3 | 0 | 1 | 2 | 02:04 | Die in Mexiko ausgetragene U-20-Weltmeisterschaft brach einige Rekorde. Positiv für die Gastgeber war allein das Besucheraufkommen. Das Auftaktspiel der Hausherren gegen Australien (1:1) verfolgten 108.900 Zuschauer im Aztekenstadion von Mexiko-Stadt, was ein noch heute bestehender Zuschauerrekord bei einer U-20-Weltmeisterschaft ist. Negativ für die Gastgeber war, dass noch nie eine mexikanische Fußballmannschaft im eigenen Land so negative Resultate erzielte und folgerichtig den letzten Platz in der Vorrundengruppe belegte und vorzeitig ausschied. Dennoch hatten die Mexikaner nach dem zweiten Spiel (1:2 gegen Südkorea vor 71.198 Zuschauern) noch die Chance auf ein Weiterkommen, hätten dazu allerdings im letzten Spiel die Schotten besiegen müssen. Zu diesem Spiel kamen 86.582 Zuschauer, die eine 0:1-Niederlage der Gastgeber sahen. |
| 1985   | Viertelfinale | 4 | 3 | 0 | 1 | 07:03 | Der 3:1-Erfolg gegen China war der erste WM-Sieg Mexikos seit 1977, dem zwei weitere Siege gegen Paraguay (2:0) und England (1:0) folgten, wodurch die Mexikaner ihre Vorrundengruppe gewannen. Im Viertelfinale scheiterten sie mit 1:2 gegen Nigeria. |
| 1987   | Nicht qualifiziert | Nicht qualifiziert | Nicht qualifiziert | Nicht qualifiziert | Nicht qualifiziert | Nicht qualifiziert | Nicht qualifiziert |
| 1989   | Disqualifiziert, nachdem sich der mexikanische Verband bei der Qualifikation für die Olympischen Spiele in Seoul nicht an Altersgrenzen der Spieler gehalten hatte. | Disqualifiziert, nachdem sich der mexikanische Verband bei der Qualifikation für die Olympischen Spiele in Seoul nicht an Altersgrenzen der Spieler gehalten hatte. | Disqualifiziert, nachdem sich der mexikanische Verband bei der Qualifikation für die Olympischen Spiele in Seoul nicht an Altersgrenzen der Spieler gehalten hatte. | Disqualifiziert, nachdem sich der mexikanische Verband bei der Qualifikation für die Olympischen Spiele in Seoul nicht an Altersgrenzen der Spieler gehalten hatte. | Disqualifiziert, nachdem sich der mexikanische Verband bei der Qualifikation für die Olympischen Spiele in Seoul nicht an Altersgrenzen der Spieler gehalten hatte. | Disqualifiziert, nachdem sich der mexikanische Verband bei der Qualifikation für die Olympischen Spiele in Seoul nicht an Altersgrenzen der Spieler gehalten hatte. | Disqualifiziert, nachdem sich der mexikanische Verband bei der Qualifikation für die Olympischen Spiele in Seoul nicht an Altersgrenzen der Spieler gehalten hatte. |
| 1991   | Viertelfinale | 4 | 1 | 2 | 1 | 07:05 | Bei diesem Turnier.zeigte Mexiko erstmals seit der Vizeweltmeisterschaft von 1977, dass man mit den besten Teams mithalten kann. Gegen den späteren Vizeweltmeister Brasilien trennte man sich in der Vorrunde 2:2 und im Viertelfinale schied man gegen den Gastgeber und späteren Weltmeister Portugal erst in der mit 1:2 verlorenen Verlängerung aus. |
| 1993   | Viertelfinale | 4 | 2 | 0 | 2 | 06:03 | Erneut kam das Aus im Viertelfinale, diesmal nach torlosen 120 Minuten gegen England erst im Elfmeterschießen, das 3:4 verloren wurde. |
| 1995   | Nicht qualifiziert | Nicht qualifiziert | Nicht qualifiziert | Nicht qualifiziert | Nicht qualifiziert | Nicht qualifiziert | Nicht qualifiziert |
| 1997   | Achtelfinale | 4 | 1 | 1 | 2 | 06:03 | Erstmals wurde die WM mit 24 Teilnehmern ausgetragen, so dass die K.O.-Runde mit dem Achtelfinale (bisher Viertelfinale) begann. Dort scheiterte Mexiko mit 0:1 gegen Frankreich. |
| 1999   | Viertelfinale | 5 | 3 | 1 | 1 | 09:05 | Erstmals seit 1985 konnte Mexikos U-20 wieder die Vorrundengruppe einer WM gewinnen und traf im Achtelfinale auf die Mannschaft Argentiniens, die mit 4:1 (Halbzeit 0:1) bezwungen werden konnte. Im Viertelfinale unterlag man Japan mit 0:2. |
| 2001   | Nicht qualifiziert | Nicht qualifiziert | Nicht qualifiziert | Nicht qualifiziert | Nicht qualifiziert | Nicht qualifiziert | Nicht qualifiziert |
| 2003   | Vorrunde | 3 | 0 | 1 | 2 | 02:05 | In den frühen Jahren des neuen Jahrtausends zeigte Mexikos U-20 eine ihrer dauerhaft schwächsten Leistungen. Weder 2001 noch 2005 gelang die Qualifikation und bei der WM-Teilnahme 2003 belegte die Mannschaft den letzten Platz in der Vorrundengruppe. |
| 2005   | Nicht qualifiziert | Nicht qualifiziert | Nicht qualifiziert | Nicht qualifiziert | Nicht qualifiziert | Nicht qualifiziert | Nicht qualifiziert |
| 2007   | Viertelfinale | 5 | 4 | 0 | 1 | 10:03 | Erst zum zweiten Mal nach 1985 gewann Mexikos U-20-Auswahl die Vorrundengruppe mit der Bilanz von drei Siegen (3:0 gegen Gambia sowie je zweimal 2:1 gegen Portugal und Neuseeland), denen im Achtelfinale ein 3:0-Erfolg gegen den Kongo folgte. Im Viertelfinale unterlag man knapp mit 0:1 gegen den amtierenden und auch neuen Weltmeister Argentinien. |
| 2009   | Nicht qualifiziert | Nicht qualifiziert | Nicht qualifiziert | Nicht qualifiziert | Nicht qualifiziert | Nicht qualifiziert | Nicht qualifiziert |
| 2011   | 3. Platz | 7 | 4 | 1 | 2 | 10:06 | Erstmals seit 1977 erreichte Mexiko das Halbfinale, wo El Tri gegen den späteren Weltmeister Brasilien mit 0:2 unterlag und sich „im kleinen Finale“ durch einen 3:1-Sieg gegen Frankreich den dritten Platz sicherte. |
| 2013   | Achtelfinale | 4 | 1 | 0 | 3 | 06:06 | Durch einen 4:1-Sieg im letzten Gruppenspiel gegen Mali gelang Mexiko als drittbestem Gruppendritter noch der Sprung ins Achtelfinale, wo El Tri dann mit 1:2 gegen Spanien unterlag. |
| 2015   | Vorrunde | 3 | 1 | 0 | 2 | 02:05 | Die Mannschaft scheiterte in der Vorrunde als Gruppenletzter. |
| 2017   | Viertelfinale | 5 | 2 | 1 | 2 | 04:04 | Mexiko scheiterte im Viertelfinale gegen den späteren Weltmeister England. |
| 2019   | Vorrunde | 3 | 0 | 0 | 3 | 01:06 | Die Mannschaft scheiterte in der Vorrunde ohne Punktgewinn. |
| 2023   | Nicht qualifiziert | Nicht qualifiziert | Nicht qualifiziert | Nicht qualifiziert | Nicht qualifiziert | Nicht qualifiziert | Nicht qualifiziert |
| Gesamt | 15 von 23 | 60 | 21 | 14 | 23 | 86:68 | |